# Onogošt (tjednik)
Onogošt, tjednik, tiskan od 1899. do 1900. godine u Nikšiću, crnogorsko propagandno glasilo upereno na pobunjivanje Srba Istočne Hercegovine, predstavlja zapravo novu seriju Nevesinje (tjednik)a koji je prestao izlaziti 1899. godine.
Prvi broj "Onogošta" izašao je 13. svibnja 1899. a glavni je urednik bio, kao i u "Nevesinju", Stevo Vrčević. Austro-ugarske vlasti 1900. godine zabranile su njegovo distribuiranje poštom na svom teritoriju, a među crnogorskim čitateljstvom nije izazvao nikakvu pozornost te je iste godine ugašen.
Pretisak "Onogošta" objavljen je 1988. u Nikšiću.